# Den Store Danske Encyklopædi
Den Store Danske Encyklopædi (DSDE) var ett danskt uppslagsverk som gavs ut av Gyldendal (via dotterbolaget Danmarks Nationalleksikon A/S). Verket utkom i 22 band och 2 indexband från 1994 till 2006.
2006 lanserades den Internetbaserade efterföljaren Den Store Danske, och från 25 januari 2009 är nätupplagan av uppslagsverket gratis. Sedan detta datum är det även möjligt för användarna att redigera artiklarna och skriva nya. Artiklarna genomgår dock expertgranskning.
2017 upphörde dock uppdateringen av Den Store Danske, av ekonomiska skäl. En nystart på projektet skedde dock 2019, i samband med lanseringen av den danska lexikonportalen lex.dk.

## Historik

### Allmän information
Den Store Danske Encyklopædi var Danmarks största encyklopediska projekt under senare årtionden. Den kan jämföras med samtida skandinaviska motsvarigheter som Nationalencyklopedin (Sverige) och Store norske leksikon (Norge). Uppslagsverket gavs ut åren 1994–2001 i 20 tryckta band. Två supplementsband kom 2002 och 2006 samt två indexband år 2003. Dessutom publicerades 2004 en CD-rom-version.
När det andra supplementsbandet trycktes 2006, gavs även en DVD-utgåva av uppslagsverket ut. Samtidigt introducerades en Internet-utgåva av DSDE, baserad på betalabonnemang.
Finansieringen av den tryckta bokutgåvan av verket skedde med hjälp av stöd från Augustinus Fonden, medan danska staten ställde upp med uppgradering av medlen som skulle kompensera för inflationen. Den digitala Internetutgåvan har stötts enbart via Augustinus Fonden. Den tryckta utgåvan kostade ursprungligen 22 500 danska kronor.

### Nylansering på Internet
I februari 2009 genomfördes en radikal ändring av Internetversionen av DSDE. Under det nya namnet Den Store Danske (DSD) gjordes encyklopedin nu fritt tillgänglig, utan krav på abonnemang. Samtidigt introducerades en inloggning kopplad till användarbidrag, både i nya och äldre artiklar. Kvaliteten i det nytillkomna materialet ska dock kunna säkras genom att det eftergranskas av en redaktion av frivilliga experter, benämnda fagkonsulenter.
När Den Store Danske nylanserades 2009, innehöll det 161 000 artiklar, vilka alla var producerade och godkända av fackskribenter. Materialet kom i första hand från Den Store Danske Encyklopædi, senare kompletterat med bland annat biografiska lexika från Gyldendals förlag. Men genom att tjänsten öppnades för användargenererat material, förvandlades det tidigare statiska uppslagsverket i praktiken till en wiki, i likhet med danskspråkiga Wikipedia (dawp). Inloggade användare kan antingen redigera i befintliga artiklar eller skapa egna, och det står i artikelhuvudet om den aktuella artikelversionen har genomgått granskning och vem som är dess senaste (samt ursprungliga) skribent.
Under åren 2011–14 kompletterades Den Store Danske med tio olika faktaverk. Dessa var:
- Danmarks Oldtid (2006)
- Danmarkshistorien, bd. 1–17 (2002–05)
- Dansk Biografisk Leksikon (1979–84, 13 000 artiklar*)
- Dansk litteraturs historie (2006–09)
- Danske Pattedyratlas (2007)
- Gyldendals Teaterleksikon (2007)
- Historien om børnelitteratur – dansk børnelitteratur gennem 400 år (2006)
- Naturen i Danmark, bd. 1–5  (2006–13)
- Nordisk Mytologi (2009)
- Symbolleksikon (2009)

* Många artiklar uppdaterades inför Internetpubliceringen.
Sammanlagt, inklusive ovanstående tillskott och det användargenererade materialet, var drygt 196 000 artiklar sökbara på Den Store Danske i juli 2015. Samtidigt hade den största aktuella konkurrenten på danska språket, danskspråkiga Wikipedia, drygt 207 000 artiklar.
Materialet i Den Store Danske är till stora delar upphovsrättsskyddat. Det material som härrör från pappersversionen och de tillagda faktaverken har full upphovsrätt, medan senare tillskott och artiklar är publicerade under fri licens. Man måste i så fall länka till den specifika artikelversionens adress och ange upphovsman samt – något motsägelsefullt – symbolen © före namnet, i samband med efterpublicering.

### Nedlagd redaktion och omstart
24 augusti 2017 meddelade Gyldendal att man skulle upphöra med uppdateringen av Den Store Danske. Beslutet skedde på grund av ekonomiska skäl, efter att förlaget under de gångna åren förlorat miljontals danska kronor på projektet. Uppslagsverket är dock fortsatt tillgängligt för läsning.
Ett år senare kom beskedet att man siktar på en nystart år 2020, efter att projektet fått sig tilldelat 23 miljoner DKK i årets danska statsbudget. Man siktade även på att involvera fackfolk på landets universitet enligt mönster från Norge där något liknande skett med Store norske leksikon.
Därefter återlanserades Den Store Danske via den nya lexikonportalen lex.dk. Förutom DSD och de olika sidolexikonen tillfogas nu Trap Danmark, en tvärvetenskaplig databas om Danmark. Trap Danmarks sjätte upplaga produceras under perioden 2015–2021 och produceras även i en tryckt version i 34 volymer och 98 separata kommunböcker.
Portalarbetet på lex.dk sker i samarbete med Store norske leksikon. Finansieringen är till en början för perioden 2019–2022, via ett statsbidrag på 23 miljoner danska kronor. Till detta kommer Trap Danmark, som tagit emot finansiering (hittills på 175 miljoner kronor) via ett antal både offentliga och privata kulturfonder.

## Konkurrens och användning

### Konkurrens mot Wikipedia
När Den Store Danske lanserades som en öppen tjänst 2009 väcktes undran om det fanns plats för två gratis Internetuppslagsverk på danska. I slutet av februari 2009 hade danskspråkiga Wikipedia drygt 103 000 artiklar, medan DSD på ett bräde presenterade cirka 160 000 artiklar. Vid nylanseringen hävdade Gyldendal att skillnaden mellan de båda uppslagsverken låg i att DSD hade en fast anställd redaktion (20 personer) och fackgranskning av materialet (av cirka 1 000 anknutna 'experter'), något som dawp inte kunde skryta med. Dessutom bjöd DSD, sa man, på ett mer lättanvänt, bloggliknande gränssnitt. Däremot är Den Store Danske delvis reklamfinansierad.

### Användare
I april 2010 noterades att Den Store Danske hade cirka 50 000 dagliga användare. Samtidigt förklarades att DSD gick med förlust, i likhet med norska Store norske leksikon – också den en "nationalencyklopedi" som ungefär samtidigt lanserat sig som gratis och reklamfinansierat Internetlexikon. I DSD:s fall hänvisades till att annonspriserna gått ner sedan lanseringen ett år tidigare, från 80 DKK/1000 visningar till 8 DKK/1000 visningar. Helst hade Gyldendal sett ett besökarantal på 150 000 om dagen, för att kunna finansiera uppslagsverket med enbart annonser. Som jämförelse hade danskspråkiga Wikipedia (reklamfri och finansierad genom donationer) augusti samma år dagligen cirka 330 000 mänskliga sidvisningar per dag. Skillnaden mellan DSD:s och dawp:s besökarsiffror ses ofta även i ljuset av att sökmotorer som Google visar Wikipedia-sidor på olika språk högt i sina sökresultat.
Danskarna är dock ett folk med god kännedom om engelska språket och vana vid att konsumera engelskspråkiga medier i många sammanhang. Hösten 2013 hade danskspråkiga Wikipedia endast cirka 40 procent av allt danskt Wikipedialäsande, samtidigt som engelskspråkiga Wikipedia konsumerades i 50 procent av fallen. Motsvarande siffror i Sverige var då drygt 50 procent av läsandet på svenskspråkiga Wikipedia och knappt 40 procent för engelskspråkiga Wikipedia. Wikipediaversionen på danska är också, i antal artiklar räknat, ungefär hälften så stor som systerversionerna på bokmål och finska. Även konkurrensen mot den fritt tillgängliga DSD har inverkat.

## Bidragsgivare
Den tryckta versionen av uppslagsverket (DSDE) skrevs av sammanlagt cirka 4 000 av redaktionen utvalda experter. Redigerandet och illustrerandet av materialet hanterades därefter av fack- och bildredaktörer på förlaget. Internetversionen nylanserades 2009 med 20 fast anställda medarbetare och 1 100 anknutna experter. Under det första året som wiki registrerade sig 26 000 (nya) användare.

## Utgivningsfakta[1]

### Tidslinje
Nedan listas produktionsfakta för DSDE, år för år:
- 1994–2001 – Band 1–20 utkommer
- 2002 – Supplementsband 1
- 2003 – Indexband 1–2
- 2004 – CD-Rom-utgåva
- 2006 – Supplementsband 2, DVD-utgåva samt första Internetversionen
- 2009 – Nylansering av Internetversionen (tryckt + nyskapat användarmaterial)

### Upplagesiffror
- Pappersutgåvan: 35 000 exemplar
- CD-rom-utgåvan: 50 000 exemplar
- DVD-utgåvan: 35 000 exemplar